# Camp de Fossoli

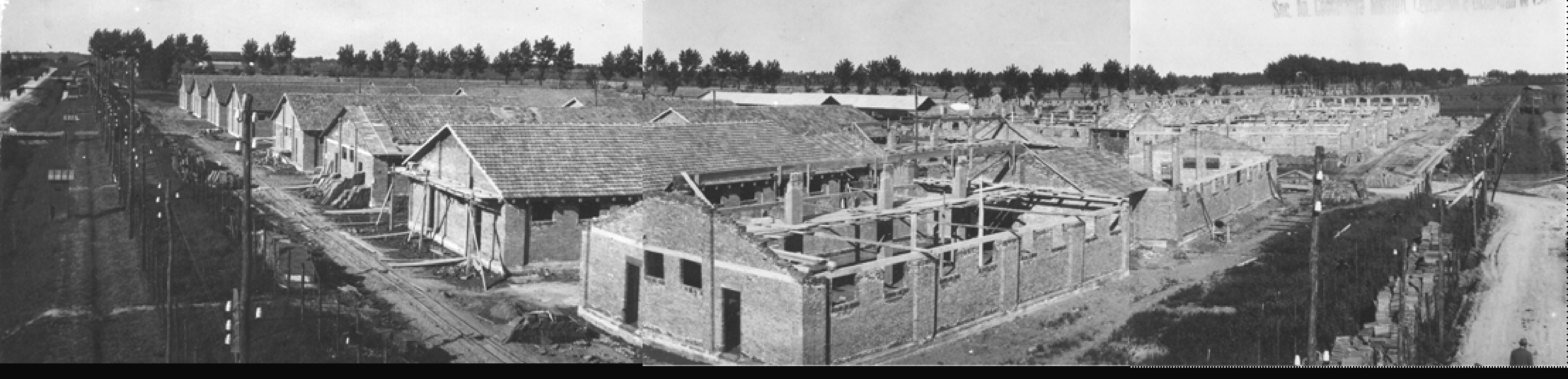
Camp de Fossoli

Le camp de Fossoli fut un camp de prisonniers de guerre situé à Fossoli (commune de Carpi) en Émilie-Romagne aménagé par les Italiens en 1942 et utilisé par la suite par les SS comme camp de regroupement et de transit (en allemand : Polizei- und Durchgangslager) de prisonniers politiques et raciaux, lesquels avaient pour destination les camps de concentration d'Auschwitz, de Dachau, de Flossenbürg et de Buchenwald.

## Histoire

### Pendant la guerre
Créé par les Italiens en mai 1942 comme camp de prisonniers de guerre pour les Anglais, le camp est construit en toile. Il est occupé par les nazis à partir du 8 septembre 1943 (Armistice de Cassibile), intéressé par la structure désormais en dur et par sa position géographique. En effet, Fossoli est un point stratégique sur la ligne ferroviaire en direction du nord vers les camps d'extermination. Fin 1943, le camp est cédé à la République sociale qui l'utilise comme centre de rassemblement des Juifs. À partir de juin 1944, la gestion du camp passe de nouveau entre les mains des SS. Entre juin et août 1944, le processus de déportation atteint son maximum avec un transit de 5 000 personnes, pour la moitié de Juifs. Le 12 juillet 1944, 67 officiers et insoumis appelés aux armées par la république sociale sont fusillés au  polygone de tir de Cibeno, dans la périphérie de Carpi. De la gare de  Carpi partent huit convois ferroviaires dont cinq pour Auschwitz. Dans le premier train, le 22 février, se trouve Primo Levi, qui dans son livre Se questo è un uomo et dans le poème Tramonto a Fossoli rappelle sa présence dans le camp.
Le 2 août 1944, par sécurité, le camp est abandonné et transféré à Bolzano - Gries-Quirein.

### Après-guerre
Après la guerre, le camp a été utilisé comme habitation. Il fut occupé de 1947 à 1952 par la communauté catholique Nomadelfia et de 1953 à la fin des années 1960 par les exilés d'Istrie. L'utilisation civile du camp lui conféra un aspect neuf et très différent, les structures existantes ayant été grandement modifiées effaçant ainsi quasiment les traces du passé.
Il ne reste actuellement que les murs des baraquements. La commune de Carpi, actuel propriétaire, a réalisé un musée de la déportation et a confié l'ensemble à la Fondation Fossoli.

## Sources
- (it) Cet article est partiellement ou en totalité issu de l’article de Wikipédia en italien intitulé « Campo di Fossoli » (voir la liste des auteurs) du 9.11.2007.